# Christopher Del Sesto

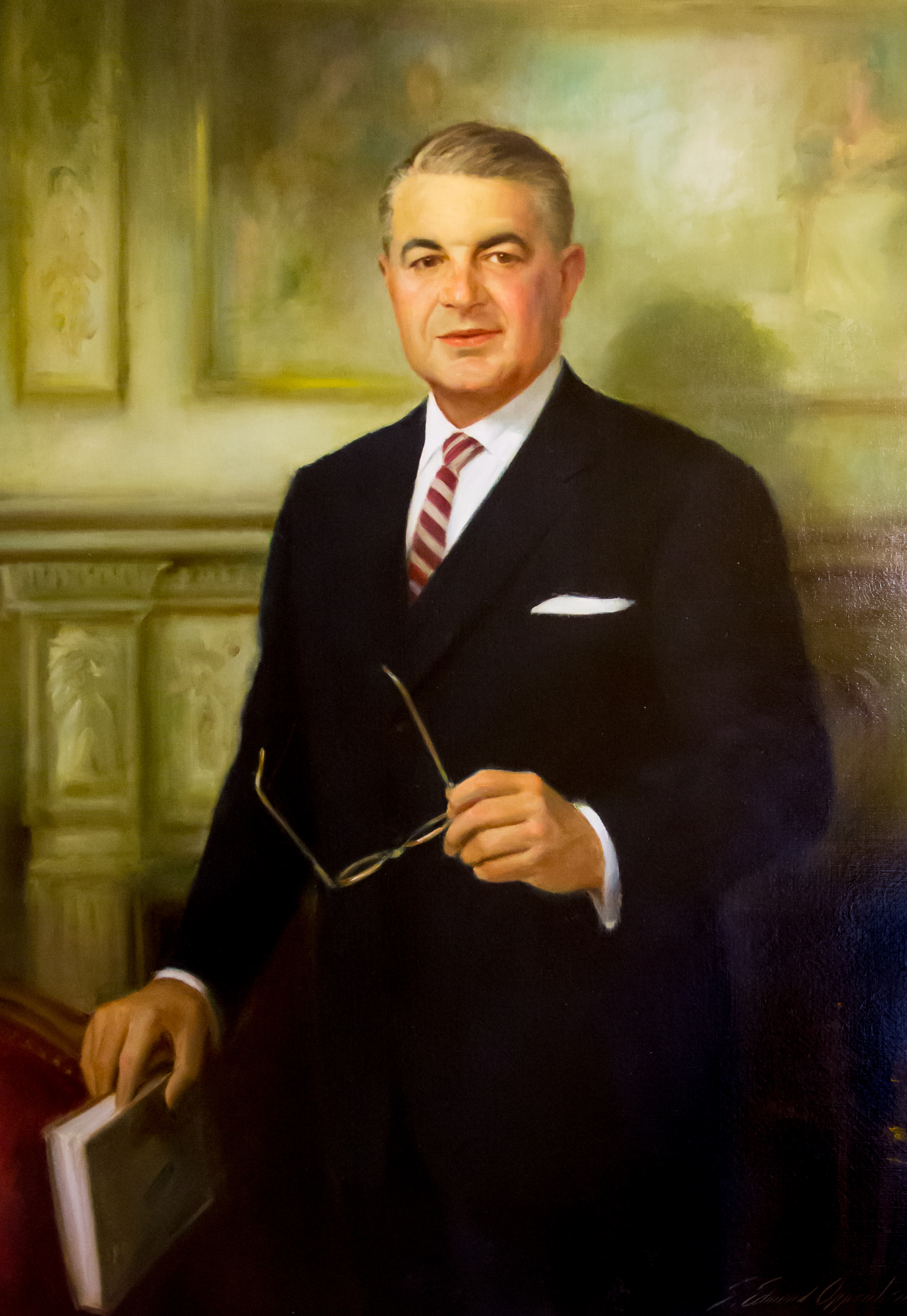
Offizielles Porträt

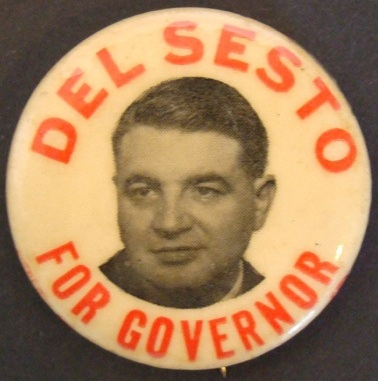
Christopher Del Sesto auf einem Wahlkampfanstecker

Christopher Del Sesto (* 10. März 1907 in Providence, Rhode Island; † 23. Dezember 1973 ebenda) war ein US-amerikanischer Politiker und von 1959 bis 1961 Gouverneur des Bundesstaates Rhode Island.

## Frühe Jahre und politischer Aufstieg
Christopher Del Sesto studierte zunächst an der Boston University. Danach folgte ein Jurastudium an der Georgetown University. Er spezialisierte sich auf das Steuerrecht und studierte dieses Fach an der New York University sowie der Miami University. Danach begann er in Providence als Rechtsanwalt mit dem Schwerpunkt auf dem Steuer- und Finanzrecht zu arbeiten. Ende der 1930er Jahre lehrte er diese Fächer an der Boston University und der Northeastern University.
Del Sesto war Mitglied der Republikanischen Partei. Im Jahr 1935 arbeitete er als Budget Officer in der Haushaltsabteilung der Regierung von Rhode Island. Zwischen 1938 und 1940 arbeitete er für die Bundesstaatsanwaltschaft. Dabei war er mit Untersuchungen gegen die Monopolstellung der Milchproduzenten befasst. Von 1940 bis 1942 war er Abteilungsleiter im Finanzministerium von Rhode Island. Während des Zweiten Weltkriegs leitete Del Sesto das Büro zur Preiskontrolle.

## Gouverneur von Rhode Island
Im Jahr 1956 kandidierte Christopher Del Sesto als Kandidat seiner Partei für das Amt des Gouverneurs. Dabei unterlag er nur knapp gegen den Amtsinhaber Dennis J. Roberts. Erst das Oberste Gericht des Staates fällte die Entscheidung zu Gunsten von Roberts, nachdem die vorzeitige Auszählung der Briefwahl als ungültig erklärt wurde. Zwei Jahre später schaffte Del Sesto dann den Wahlsieg gegen Roberts. Damit konnte er zwischen dem 6. Januar 1959 und dem 3. Januar 1961 als Gouverneur regieren. Im ersten Jahr seiner Amtszeit legte er 98 Vetos gegen Gesetzesvorlagen der von den Demokraten beherrschten Legislative ein. In seiner Amtszeit wurde der Ausbau der Autobahnen vorangetrieben und die Bildungspolitik gefördert. Bei den Gouverneurswahlen des Jahres 1960 unterlag Del Sesto gegen den bisherigen Vizegouverneur John A. Notte.

## Weiterer Lebenslauf
Nach dem Ausscheiden aus dem Amt des Gouverneurs widmete sich Del Sesto wieder seiner Anwaltstätigkeit. Im Jahr 1966 wurde er zum Richter an einem Obergericht ernannt. Er behielt dieses Amt bis zu seinem Tod im Jahr 1973. Mit seiner Frau Lola Elda Faraone hatte er drei Kinder.